# Martín Lasarte
Martín Bernardo Lasarte Arróspide (ur. 20 marca 1961 w Montevideo) – urugwajski piłkarz pochodzenia hiszpańskiego występujący na pozycji obrońcy, trener piłkarski.